# Acacia sowdenii
Acacia sowdenii é uma espécie de leguminosa do gênero Acacia, pertencente à família Fabaceae.